# 루틴 프리
루틴 프리(Routine Free)는 음악 그룹 VOS의 3.5집 음반이다.

## 수록곡
1. 큰일이다
2. 울어
3. 차라리 욕을 해
4. 투 러브